# Карцова, Анна Алексеевна
Анна Алексеевна Карцова (по паспорту Людмила, Анна — псевдоним; родилась 30 мая 1946 года) — советская учёная, доктор химических наук, профессор кафедры органической химии Института химии СПбГУ, преподаватель химии в Академической гимназии имени Д. К. Фаддеева Санкт-Петербургского государственного университета. Стаж научно-педагогической работы в Санкт-Петербургском университете составляет 48 лет, в т.ч. стаж педагогической работы 39 лет.
В 1976 году основала ежегодный «Вечер Химика», широко известный своей символичностью и далеко за пределами стен Академической гимназии.
Председатель жюри XXX конференции школьников по химии.
Автор учебников, сборников задач и методических пособий по химии.

## Награды
- Благодарность губернатора Санкт-Петербурга (2024)[3]
- Премия Научного совета по аналитической химии РАН «За существенный вклад в развитие аналитической химии» (2012)[4][5]
- Премия фонда «Династия» «За выдающиеся заслуги в образовании» (2012)[6]
- Заслуженный учитель Российской Федерации (1990)